# Tiwi (Filippine)
Tiwi è una municipalità di prima classe delle Filippine, situata nella Provincia di Albay, nella Regione del Bicol.
Tiwi è formata da 25 baranggay:
- Bagumbayan
- Bariis
- Baybay
- Belen (Malabog)
- Biyong
- Bolo
- Cale
- Cararayan
- Coro-coro
- Dap-dap
- Gajo
- Joroan
- Libjo

- Libtong
- Matalibong
- Maynonong
- Mayong
- Misibis
- Naga
- Nagas
- Oyama
- Putsan
- San Bernardo
- Sogod
- Tigbi (Pob.)